# Vladar
To je splošen članek o osebi, ki vlada. Za vplivno Machiavellijevo politično razpravo glej Vladar (Machiavelli).
Vladár je oseba, ki je na čelu države; po navadi prihaja iz vrst plemstva oz. je priznan vojskovodja.
Moč vladarjev je bila na višku v starem in srednjem veku, toda z vzponom meščanstva v novem veku so začeli zgubljati nekdanjo moč v korist predsednikov držav oz. vlad. Sedaj imajo bolj protokolarno vlogo, čeprav so obdržali nekatere dolžnosti, funkcije in privilegije (npr. imenovanje častnikov, podeljevanje odlikovanj, razglasitev zakonov, ...).

## Vladarski nazivi
- imperator
cesar
car
emir
kaiser
neguš negasti
šah
teno
mogul
sultan
kalif
- kralj
- knez
- regent
- tiran
- vladika